# گبزی
شهر گبزیدر ایالت تورینگن در کشور آلمان واقع شده‌است.